# الکس بال
الکس بال (انگلیسی: Alex Ball؛ زادهٔ ۴ اوت ۱۹۸۱) بازیکن فوتبال اهل بریتانیا است.
از باشگاه‌هایی که در آن بازی کرده‌است می‌توان به باشگاه فوتبال بریستول سیتی اشاره کرد.